# Người Đài Loan tại Việt Nam
Người Đài Loan tại Việt Nam bao gồm phần lớn là các thương gia và gia đình họ. Chi nhánh Thành phố Hồ Chí Minh của Hiệp hội Phát triển Ngoại thương Đài Loan (trụ sở tại Đài Bắc) ước lượng khoảng 20.000 người Đài Loan đang sống tại Việt Nam (tính đến 2002).
Theo số liệu của Cao ủy Liên Hợp Quốc về người tị nạn, có khoảng 3.000 phụ nữ tại Việt Nam từng lấy chồng Đài Loan và sau khi họ ly dị thì không còn được nước nào công nhận tư cách công dân. Những phụ nữ này đã bỏ quốc tịch Việt Nam để nhập quốc tịch Trung Hoa Dân quốc khi họ lấy chồng nhưng sau khi ly hôn họ đã về nước, bỏ quốc tịch Trung Hoa Dân quốc trong quá trình xin cấp lại quốc tịch Việt Nam. Những đứa con của họ mang duy nhất quốc tịch Trung Hoa Dân quốc, trước đây chưa bao giờ là công dân Việt Nam, không đủ điều kiện để nhập học các trường công ở Việt Nam.